# DEATHLOOP
『DEATHLOOP』（デスループ）は、Arkane Lyonが開発し、ベセスダ・ソフトワークスが発売したファーストパーソン・シューティングゲーム。本作は2021年9月14日にMicrosoft WindowsとPlayStation 5向けに、2022年9月20日にXbox Series X/S向けに発売された。本作は、アートデザインとゲームプレイを称賛した批評家からの概ね好意的な評価を獲得し、The Game Awards 2021で「ベストゲームディレクション」と「ベストアートディレクション」を受賞した。

## ゲームプレイ
デスループでは、プレイヤーはタイムループに囚われた暗殺者コルトの役割を担う。コルトは、真夜中までにブラックリーフ島で「ヴィジョナリー」と呼ばれる8人のターゲットを排除する任務を負っており、一人でも生きているとタイムループがリセットされ、やり直しになってしまう。コルトが8人のターゲットを排除する前に死亡した場合、ループの開始時（朝）に復活する。プレイヤーはArkaneの過去作『Dishonored』や『Prey』のように、ステルス、パルクール、攻撃スキル、銃、ガジェット、パワーを組み合わせて使用し、ゲームの世界を移動する。プレイヤーは、護衛を回避または排除し、コルトの標的の行動パターンを学び、銃、近接攻撃、またはその他の環境手段を使用してターゲットを排除するための正しい順序を見つけなければならない。
デスループのタイムループは厳密な時間設定はされておらず、1 つのループでこれら8人のターゲットを排除するためのより多くの時間と自由をプレイヤーに与えることを目的としている。1日は4つの時間帯 (朝、昼、午後、夜) に分かれており、島の4つの地区 (ウプダーム、カールズベイ、フリスタッドロック、研究所) の間を移動すると時間が進む。特定の地区の人々の日課は、プレーヤーが入る時間帯によって異なり、ある地区でのプレーヤーの行動が他の地区の日課に影響を与える可能性がある。
本作にはマルチプレイヤー要素があり、プレイヤーはタイムループを守り、コルトを排除する任務を負ったエージェント、ジュリアナの役割を担うこともできる。プレイヤーがジュリアナとしてプレイすると、ランダムなプレイヤーのゲームに入り、彼らのプレイを妨害することができる。マルチプレイヤー部分はオプションであり、プレイヤーは設定を変更することで他プレイヤーが操作するジュリアナが自分のゲームへ侵入するのを防ぐことができ、その場合、コンピューター制御のジュリアナがコルトを止めようとする。

## あらすじ

### 舞台
1960年代に似た別の世界を舞台にしたデスループは、亜北極のブラックリーフ島で繰り返される 1 日を通して行われる。1931年に最初に記録されたブラックリーフは、もともと小さな漁業集落と軍事基地の本拠地であり、地元の時間的異常に関する実験が行われていた。現在、島のユニークな特性を利用して、無限の時間ループに住むことで不死となるために、科学者のイゴール・サーリングによって設立されたAEON計画が島を所有している。サーリングは、「ヴィジョナリー」と呼ばれる風変りで才能のある他の8人と、彼らに仕えることに専念する「エターナリスト」と呼ばれる多くの若い狂信的な信奉者を彼の目的に引き付けた。タイムループにより、AEON計画のメンバーは真夜中にループがリセットされ、誰もが記憶のない元の状態に戻るため、結果を恐れずにやりたいことを何でもできる終わりのないパーティーを開催できる。ループの自然な流れを乱すのは、コルト・ヴァーンとジュリアナ・ブレイクの2人のヴィジョナリーである。ジュリアナはタイムループの記憶消去の影響を受けず、コルトがAEON計画を裏切り、ループを破ろうと考えていることをブラックリーフの住民全員に毎日警告し、誰もが彼を狩るようにしている。コルトは、ジュリアナと同様に前日からの記憶を保持する能力を得ており、ヴィジョナリーとエターナリストの行動パターンを学ぶことができる。ループを断ち切るために、コルトはジュリアナを含む他の8人のヴィジョナリー全員を1日で暗殺する必要がある。
ゲームディレクターのディンガ・バカバは、デスループがDishonoredシリーズと同じユニバースに存在し、『Dishonored: Death of the Outsider』後の遠い未来であることを認めた。Dishonoredゲームには、デスループをほのめかすいくつかの言及が含まれており、デスループでもDishonoredシリーズへの言及がある。

### キャラクター
デスループの中心キャラクターは以下の9人のヴィジョナリーである（悪役は8人）：
- コルト・ヴァーン（声：Jason E. Kelley）- AEON計画の元警備責任者。ループを破り、ブラックリーフ脱出を試みる。
- ジュリアナ・ブレイク（声：Ozioma Akagha）- AEONのアーキビストで現警備責任者。常にコルトを追っている。
- イゴール・サーリング（声：Josh Zuckerman）- AEON計画の創設者で自称「疑似科学者」
- ウェンジエ・エヴァンス博士（声：Erika Ishii）- AEONの主任科学者であり、タイムループを発生させるループマシンの製作者
- ハリエット・モース（声：Marcela Lentz-Pope）- エターナリストのカルトの指導者
- "ランブリン"・フランク・スパイサー（声：Andrew Lewis Caldwell）- 野心的なロックスターに転向した元ギャングでブラックリーフ唯一のラジオ番組の司会者
- チャーリー・モンタギュー（声：Khoi Dao）- 才気溢れるサディスティックなゲームデザイナーであり、AEONのエンタテインメント責任者
- フィア・ズブロウスカ（声：Cherami Leigh）- 爆発物をこよなく愛する薬物中毒の実験的アーティスト
- アレクシス・"ウルフ"・ドーシー（声：H. Michael Croner）- AEONのパーティー好きの資金援助者

### ストーリー
見知らぬ女に殺される夢を見たコルト・ヴァーンはビーチで目を覚ましたが、自分が誰かやどこにいるかの記憶をなくしていた。コルトは、浮かび上がるメッセージや「別バージョン」の自分自身から、囚われているタイムループを破るように指示された。ループを破るには、1日の終わりにタイムループが起きる前に8人のヴィジョナリー全員を倒さなければならないが、ヴィジョナリーの1人のジュリアナ・ブレイクがヴィジョナリーとその信奉者のエターナリストにコルトの計画を警告し、彼を追い詰めるよう呼びかけていることから容易には進まなかった。ジュリアナはコルトを挑発してループを壊させようとしていたが、彼女自身はコルトを止めようと動いた。コルトは、ブラックリーフの他の住民とは異なり、ループを越えて記憶を保持する能力を獲得したことに気付き、これによりループを破るという最終目標に向けて十分な計画と入念な準備が可能となった。彼は、ジュリアナもループを跨いで記憶を保持しているようにみえることを知る。
コルトは7人のヴィジョナリーを殺す計画を思いつくも、ループ（ブラックリーフのタイムループに電力を供給する構造物）に潜伏するジュリアナは依然として最難関のターゲットであった。ループに到達する唯一の手段である、軍がブラックリーフに放棄したロケット飛行機を使えるようにするために、コルトはブラックリーフに散在するすべての古いバンカーの調査を開始し、その過程で自身が数十年前に行われたブラックリーフへの最初の軍事遠征「ホライゾン作戦」のメンバーの1人であったが、実験が上手くいかなかったことで自分が誤って未来に送られてしまったことを知る。コルトは、過去に戻り恋人のライラと再会する方法を見つける希望をもってAEON計画に参加した。また、未来に送られた結果、コルトはジュリアナが実の娘であることを知った。7人のヴィジョナリーを排除したコルトはなんとかロケット飛行機を作動させ、ループに到達し、ジュリアナと直接対峙した。ジュリアナは、AEON計画について考え直したコルトがジュリアナをループから解放するためにすべてのループで彼女を殺害し始めたときに、事態が悪化し始めたと主張した。最終的にコルトを憎むようになったジュリアナはコルトに復讐し始め、すべてのループでコルトを狩り始めた。ジュリアナはコルトに対し、彼女を殺しループを壊してその後の不確実な未来に苦しむか、殺さずにループを通じて永遠に生き続けるかの選択肢を提示した。
- コルトがジュリアナを殺すことを選択し、ループを壊すために自殺した場合、ビーチで目を覚ます（奇妙な黙示録的風景に変化している）。ジュリアナはコルトに銃を突きつけたが、助命することを決心してその場を去り、コルトは一人で不確かな未来に直面する。ゴールデンループアップデートでこのエンディングが拡張され、ヴィジョナリーとエターナリストの全員が目を覚ましてループが壊れていることに気付き、コルトは他の数人のエターナリストとともに、不毛の風景に足を踏み入れていくカットシーンが追加された。
- コルトがジュリアナを殺すことを選択したが、自殺を拒否した場合、ループは通常どおりにリセットされる。
- コルトがジュリアナを助命することを選択した場合、彼らは和解し、お互いに協力して楽しむためにブラックリーフの他の住民を狩る。

## 開発と発売
デスループはフランス・リヨンにあるArkane Studiosで主に開発された。このゲームは、プレイヤーが実行するたびにこのパズルに必要なピースを学習できるように設計されているが、ゲームをやりがいのあるものにするために予測不可能な要素を必要としていた。現在のコンピュータゲームにおける人工知能（AI） は、信じられる行動につながる可能性があるものの、意外な行動に欠ける傾向があったことで、プレイヤーのゲームにランダムに影響を与えるようにジュリアナを制御する第2のオンラインプレイヤーの採用につながった。これは、Arkaneが未発売のタイトル『The Crossing』で探求していたものであった。デスループはオフラインでもプレイできる。 
デスループは、『Dishonored』シリーズと『Prey』の両方の要素を組み合わせている。彼らは、「完璧なループ」を完了するために選択できる幅広い能力をプレイヤーに与えられるようにしたいと考えており、その多くはDishonoredとPreyの両方の力を反映している。本作では、プレイヤーは『Dishonored』のようにステルスや関連する能力を使用して静かに移動することができるが、デスループではNPCを殺さないテイクダウンを行うことはできない。バカバによると、これらのステルスアビリティは、コルトをジョン・ウィックのように戦わせるために、他のアビリティと連鎖させることができる。ジュリアナも同様の範囲の能力を持っており、また、ジュリアナだけが使えるアビリティに「マスカレード」がある。このアビリティは『Prey』のアビリティに似ており、コルトを含むゲーム内の任意のキャラクターの姿を模倣でき、他プレイヤーを混乱させることができる。
ゲームのブラックリーフの設定は、『007 スカイフォール』で登場するフェロー諸島とスコットランド高地をベースとしており、スウィンギング・シックスティーズのスタイルと、ガイ・リッチーの『コードネーム U.N.C.L.E.』での時代を描写するために用いられたアプローチにインスパイアされている。ゲームのビジュアルが『Dishonored』に近づきすぎないようにするために、『荒野のストレンジャー』や『殺しの分け前/ポイント・ブランク』などの映画の色使いからヒントを得て、明るい色とデザインを使用して、島に終わりのないパーティーの雰囲気を付与した。島の秘密を明らかにするゲーム内の看板は、映画『ゼイリブ』から得られた。本作は、『恋はデジャ・ブ』、『オール・ユー・ニード・イズ・キル』、『バック・トゥ・ザ・フューチャー』3部作などのタイムトラベル・タイムループ映画に加えて、フランスのコメディ『ラ・コル』と映画『フォース・ディメンション』の影響も受けている。『バトルランナー』、『ウォリアーズ』、『ウィッカーマン』、『火山のもとで』、『ダークシティ』などの映画は、孤独な男が孤立した場所で他人に追い詰められながらも謎を解決するために動くというゲームの筋書きのインスピレーションを得るために使用された。コルトの外見は、『ザ・ウォーカー』でデンゼル・ワシントンが演じるキャラクターから大きく引き出されている一方で、コルトの動機は、『ニューヨーク1997』の登場人物スネーク・プリスキンに基づいており、一連のガジェットはジェームズボンドシリーズにインスパイアされている。キャラクターの会話、特にコルトとジュリアナのやり取りは、クエンティン・タランティーノの映画をベースとしている。 
デスループは、以前に『Dishonored 2』で使用された、id TechエンジンをベースとしたArkaneのVoidエンジンを使用している。
デスループはE3 2019で明らかにされた。2020年6月に開催されたソニーのPlayStation 5イベントでも紹介され、2020年末にコンソールではPlayStation 5独占販売およびWindows版も発売されることが確認された。2020年8月に、新型コロナウイルスの大流行への政府の対応によって開発が影響を受けたため、ゲームが2021年第2四半期まで延期されることが発表された。同社は後に、2021年5月21日にデスループを発売する計画を発表した。5月の発売予定日の約1か月前に、Arkaneは発売日を2021年9月14日に延期し、「この余分な時間を私たちの目標「楽しく、スタイリッシュで、心を揺さぶるプレイヤー体験の作成」を達成するために使う」と表明した。
2020年9月21日、マイクロソフトとベセスダ・ソフトワークスの親会社であるゼニマックス・メディアは、マイクロソフトがゼニマックスとArkaneを含む同社傘下のスタジオを75億米ドルで買収する意向を発表し、ArkaneをXbox Game Studiosの一部とした。この取引は2021年3月9日に完了した。Xbox Game Studiosの責任者であるフィル・スペンサーは、この契約はデスループのPlayStation 5でのプラットフォーム独占販売には影響せず、ゲームは他のコンソールに登場するまで1年間は独占のままであると述べた。2022年9月20日、本作がXbox Series X/S向けに発売され、同時に新武器「試作型HALPS」、新アビリティ「フーガ」、新たな敵「ペイントボンバー」、クロスプレイ、新たなエンディングシーンなどが追加される「ゴールデンループアップデート」が無料配信された。

## 評価
レビュー収集サイトのMetacriticによれば、デスループは、批評家から「概ね好意的なレビュー」を得ている。

### 売上
デスループは、2021年の米国とカナダのPlayStation Storeで18番目に多くダウンロードされた。

### 賞と称賛
| 年                                | アワード                                                                 | カテゴリー | 結果          | 出典 |
| --------------------------------- | ------------------------------------------------------------------------ | ---------- | ------------- | ---- |
| 2021                              |                                                                          |            |               |      |
| Golden Joystick Awards 2021       | Best Multiplayer Game                                                    | ノミネート | [ 34 ] [ 35 ] |      |
| Golden Joystick Awards 2021       | Best Performer (ジェイソン・ケリー（コルト役）)                          | ノミネート | [ 34 ] [ 35 ] |      |
| Golden Joystick Awards 2021       | Best Performer (オジオマ・アカガ（ジュリアナ・ブレイク役）)              | ノミネート | [ 34 ] [ 35 ] |      |
| Golden Joystick Awards 2021       | PlayStation Game of the Year                                             | ノミネート | [ 34 ] [ 35 ] |      |
| Golden Joystick Awards 2021       | Ultimate Game of the Year                                                | ノミネート | [ 34 ] [ 35 ] |      |
| Golden Joystick Awards 2021       | Critics Choice Award                                                     | 受賞       | [ 34 ] [ 35 ] |      |
| The Game Awards 2021              | Game of the Year                                                         | ノミネート | [ 36 ]        |      |
| The Game Awards 2021              | Best Game Direction                                                      | 受賞       | [ 36 ]        |      |
| The Game Awards 2021              | Best Narrative                                                           | ノミネート | [ 36 ]        |      |
| The Game Awards 2021              | Best Art Direction                                                       | 受賞       | [ 36 ]        |      |
| The Game Awards 2021              | Best Score and Music                                                     | ノミネート | [ 36 ]        |      |
| The Game Awards 2021              | Best Audio Design                                                        | ノミネート | [ 36 ]        |      |
| The Game Awards 2021              | Best Performance (ジェイソン・ケリー（コルト役）)                        | ノミネート | [ 36 ]        |      |
| The Game Awards 2021              | Best Performance (オジオマ・アカガ（ジュリアナ・ブレイク役）)            | ノミネート | [ 36 ]        |      |
| The Game Awards 2021              | Best Action Game                                                         | ノミネート | [ 36 ]        |      |
| 2022                              |                                                                          |            |               |      |
| Game Developers Choice Awards     | Best Audio                                                               | ノミネート | [ 37 ] [ 38 ] |      |
| Game Developers Choice Awards     | Innovation Award                                                         | ノミネート | [ 37 ] [ 38 ] |      |
| Game Developers Choice Awards     | Best Narrative                                                           | ノミネート | [ 37 ] [ 38 ] |      |
| Game Developers Choice Awards     | Best Visual Art                                                          | ノミネート | [ 37 ] [ 38 ] |      |
| Game Developers Choice Awards     | Game of the Year                                                         | ノミネート | [ 37 ] [ 38 ] |      |
| D.I.C.E. Awards                   | Outstanding Achievement in Animation                                     | ノミネート | [ 39 ]        |      |
| D.I.C.E. Awards                   | Outstanding Achievement in Art Direction                                 | ノミネート | [ 39 ]        |      |
| D.I.C.E. Awards                   | Outstanding Achievement in Character (コルト・ヴァーン)                  | ノミネート | [ 39 ]        |      |
| D.I.C.E. Awards                   | Outstanding Achievement in Original Music Composition                    | ノミネート | [ 39 ]        |      |
| D.I.C.E. Awards                   | Action Game of the Year                                                  | ノミネート | [ 39 ]        |      |
| D.I.C.E. Awards                   | Outstanding Achievement in Game Design                                   | ノミネート | [ 39 ]        |      |
| D.I.C.E. Awards                   | Outstanding Achievement in Game Direction                                | 受賞       | [ 39 ]        |      |
| D.I.C.E. Awards                   | Game of the Year                                                         | ノミネート | [ 39 ]        |      |
| Pégases Awards                    | Best Game                                                                | 受賞       | [ 40 ]        |      |
| Pégases Awards                    | Best Artistic Design                                                     | 受賞       | [ 40 ]        |      |
| Pégases Awards                    | Best Sound Design                                                        | ノミネート | [ 40 ]        |      |
| Pégases Awards                    | Best Narrative Design                                                    | ノミネート | [ 40 ]        |      |
| Pégases Awards                    | Best Game Design                                                         | 受賞       | [ 40 ]        |      |
| Pégases Awards                    | Best Game Setting                                                        | 受賞       | [ 40 ]        |      |
| Pégases Awards                    | Audience Award                                                           | 受賞       | [ 40 ]        |      |
| 18th British Academy Games Awards | Best Game                                                                | ノミネート | [ 41 ] [ 42 ] |      |
| 18th British Academy Games Awards | Audio Achievement                                                        | ノミネート | [ 41 ] [ 42 ] |      |
| 18th British Academy Games Awards | Game Design                                                              | ノミネート | [ 41 ] [ 42 ] |      |
| 18th British Academy Games Awards | Music                                                                    | ノミネート | [ 41 ] [ 42 ] |      |
| 18th British Academy Games Awards | Original Property                                                        | ノミネート | [ 41 ] [ 42 ] |      |
| 18th British Academy Games Awards | EE Game of the Year                                                      | ノミネート | [ 41 ] [ 42 ] |      |
| 18th British Academy Games Awards | Performer in a Leading Role (ジェイソン・ケリー（コルト役）)             | ノミネート | [ 41 ] [ 42 ] |      |
| 18th British Academy Games Awards | Performer in a Leading Role (オジオマ・アカガ（ジュリアナ・ブレイク役）) | ノミネート | [ 41 ] [ 42 ] |      |